# Athboy
Athboy (irl. Baile Átha Buí) – miasto w hrabstwie Meath w Irlandii w pobliżu granicy z hrabstwem Westmeath; miasto leży na skrzyżowaniu z dróg N51 i R154. W spisie z 2011 r. populacja miasta wynosiła 2 397
.